# Омега-язык
Омега-язык (ω-язык) — это множество бесконечно длинных последовательностей символов.

## Формальное определение
Пусть {\displaystyle \Sigma } — множество символов (необязательно конечное), называемое алфавитом. По стандартной теории формальных языков, {\displaystyle \Sigma ^{*}} — это множество всех конечных слов над {\displaystyle \Sigma }. У каждого слова есть длина, являющаяся, очевидно, натуральным числом. Следует заметить, что слово {\displaystyle w} длины {\displaystyle n} можно рассматривать как функцию из множества {\displaystyle \{0,1,\dots ,n-1\}} в {\displaystyle \Sigma }. Аналогично, бесконечные слова, или ω-слова, могут рассматриваться как функции из {\displaystyle \mathbb {N} } в {\displaystyle \Sigma }, у которых значением в {\displaystyle i} является {\displaystyle i}-й символ слова. Множество всех бесконечных слов над {\displaystyle \Sigma } обозначается {\displaystyle \Sigma ^{\omega }}. Множество всех конечных и бесконечных слов над {\displaystyle \Sigma } иногда записывается {\displaystyle \Sigma ^{\infty }}.
Таким образом, ω-язык {\displaystyle L} над {\displaystyle \Sigma } — это подмножество {\displaystyle \Sigma ^{\omega }}.

## Операции
Некоторыми общими операциями над ω-языками являются:
- Пересечение и объединение. Если {\displaystyle L} и {\displaystyle M} это ω-языки, то {\displaystyle L\cup M} и {\displaystyle L\cap M} тоже являются ω-языками.
- Левая конкатенация. Пусть {\displaystyle L} ω-язык, а {\displaystyle K} язык из конечных слов. Тогда {\displaystyle K} можно конкатенировать с {\displaystyle L} и получить новый ω-язык {\displaystyle KL}.
- Омега (бесконечная итерация). Как подсказывает запись, операция {\displaystyle (\cdot )^{\omega }} является бесконечным вариантом оператора звезда Клини над языками конечной длины. Если {\displaystyle L} это формальный язык, то {\displaystyle L^{\omega }} есть ω-язык всех бесконечных последовательностей слов из {\displaystyle L}, или, в функциональном представлении, всех функций {\displaystyle \mathbb {N} \to L}.
- Префиксы. Пусть {\displaystyle w} — ω-слово. Тогда формальный язык {\displaystyle \operatorname {Pref} (w)} содержит все конечные префиксы {\displaystyle w}.
- Предел. Пусть дан язык конечных слов {\displaystyle L}. Тогда ω-слово {\displaystyle w} является пределом {\displaystyle L} тогда и только тогда, когда {\displaystyle \operatorname {Pref} (w)\cap L} является бесконечным множеством. Иначе говоря, для сколь угодно большого натурального числа {\displaystyle n} можно всегда найти слово из {\displaystyle L} длиной больше {\displaystyle n}, которое является префиксом {\displaystyle w}. Предел {\displaystyle L} записывается как {\displaystyle L^{\delta }} или {\displaystyle {\vec {L}}}.

## Расстояние междуω-словами
На множестве {\displaystyle \Sigma ^{\omega }} можно ввести метрику {\displaystyle d:\Sigma ^{\omega }\times \Sigma ^{\omega }\to \mathbb {R} } следующим образом:
{\displaystyle d(w,v)=\inf\{2^{-|x|}\mid x\in \Sigma ^{*},x\in \operatorname {Pref} (w)\cap \operatorname {Pref} (v)\},}
где {\displaystyle |x|} обозначает длину {\displaystyle x} (число символов в {\displaystyle x}), а {\displaystyle \inf } — точную нижнюю грань вещественного множества.
Так, если {\displaystyle w} и {\displaystyle v} совпадают, то {\displaystyle d(w,v)=0}; если {\displaystyle w} и {\displaystyle v} имеют общий конечный префикс, то {\displaystyle d(w,v)=2^{-|x|}}, где {\displaystyle x} — длиннейший общий префикс {\displaystyle w} и {\displaystyle v}; а иначе ({\displaystyle w} и {\displaystyle v} различаются уже в первом символе, то есть длина общего префикса 0) {\displaystyle d(w,v)=1}.
Можно показать, что {\displaystyle d} удовлетворяет всем свойствам метрики.

## Важные подклассы
Наиболее широко используемым подклассом ω-языков являются ω-регулярные языки, которые могут быть распознаны ω-автоматами, например автоматами Бюхи; таким образом, вопрос распознаваемости ω-регулярного языка разрешим и несложно алгоритмизуем. Эти языки находят применение в проверке моделей программных систем.